# 列氏齐云蛛
列氏齐云蛛（学名：Qiyunia lehtineni）为卷叶蛛科齐云蛛属的动物。在中国大陆，分布于安徽等地。该物种的模式产地在安徽齐云山。